# Perrucho
Francisco García dit « Perrucho », né à Setenil de las Bodegas (province de Cadix, Espagne) vers 1745, mort à Grenade (Espagne) le 8 juin 1801, était un matador espagnol.

## Présentation
Il torée essentiellement à Madrid, le plus souvent en compagnie de Juan et Pedro Romero. Le 8 juin 1801 à Grenade, il est tué par le taureau « Barbero » de la ganadería de Juan José Bécquer.